# Sciophila turkolutea
Sciophila turkolutea är en tvåvingeart som beskrevs av Chandler 2006. Sciophila turkolutea ingår i släktet Sciophila och familjen svampmyggor.
Artens utbredningsområde är Turkiet. Inga underarter finns listade i Catalogue of Life.